# Zdymadlo

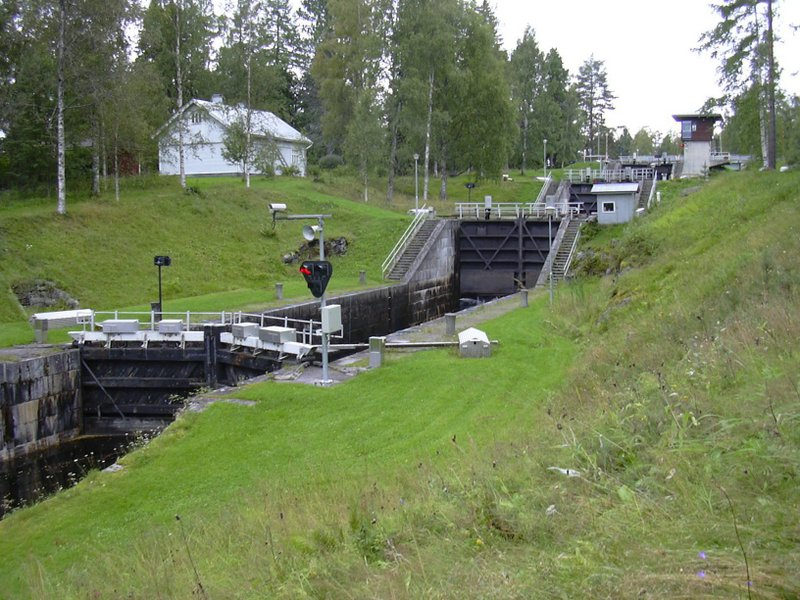
Kaskáda zdymadel na Varistaipaleském kanále ve Finsku

Zdymadlo je souhrnný název pro objekty způsobující zvýšení (zdýmání, od vzedmutí) vodní hladiny ve vodním toku a umožňující převést plavidla mezi horní a dolní hladinou a zpět. Kromě jezu jsou jeho součástí další stavby jako plavební komora, rybí přechod, malá vodní elektrárna či objekty na odběr vody. Jde o technické zařízení fungující na principu spojených nádob.

## Plavební komora

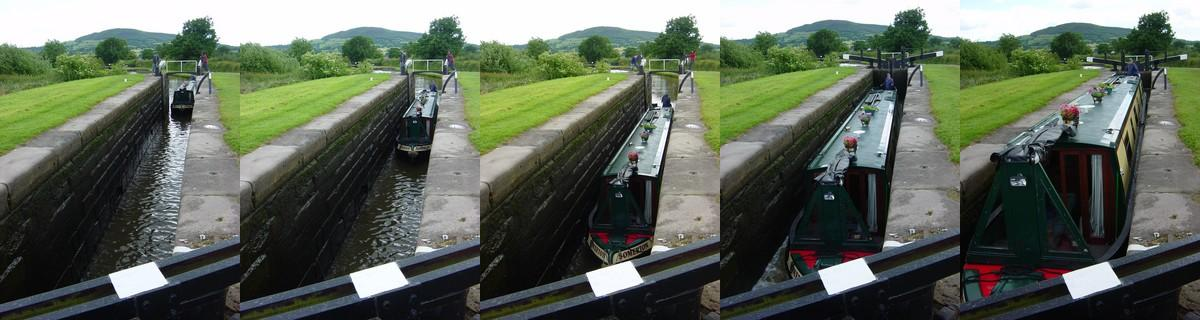
Práce zdymadla

Plavební komora slouží pro překonání výškového rozdílu hladin vertikálním pohybem plavidla. Plavební komory se umísťují na vodních cestách a to zejména (v plavebním kanálu, průplavu), či přímo na řekách. Odtokem nebo přítokem vody s využitím samospádu se dosáhne snížení nebo zvýšení hladiny vody v plavební komoře a tím i spuštění nebo zdvižení plavidla. Komora je nejčastěji betonové nebo zděné konstrukce, ve výjimečných případech je možné její stěny budovat z ocelových štětovnic. V minulosti byly některé komory budovány se šikmými břehy. Komora se skládá z horního a dolního ohlaví, mezi kterými je prostor pro proplavání lodí. V obou ohlavích jsou umístěna vodotěsná vrata.
Postup při proplavovaní komorou ve směru po proudu: voda v komoře se napustí na úroveň horní vody, horní vrata se otevřou a plavidlo vpluje dovnitř komory. Plavidlo se vyváže - pomocí lan se přiváže k vázacím prvkům v komoře (pacholata, vázací kříže apod.). Horní vrata se uzavřou. Komora se začne vypouštět. Poté, co se hladina v komoře a hladina dolní vody vyrovnají, otevřou se dolní vrata a loď může komoru opustit. Komora je tak připravena pro proplavení plavidla ve směru nahoru. Pokud by bylo nutné proplavit další plavidlo opět ve směru dolů, komora se znovu napustí.
Vrata plavební komory slouží k oddělení plavební komory od horní a dolní hladiny vody. Vrata jsou dnes vyráběna zejména z oceli, v minulosti byla vrata vyráběna buď celodřevěná nebo dřevěná pobitá železným plechem. Vrata jsou ukotvena pomocí ložisek do ohlaví plavební komory. V dnešní době se používá mnoho druhů vrat, ne každá se ale hodí do obou ohlaví. V horním ohlaví mohou být osazena vrata: vzpěrná, desková, tabulová, klapková, poklopová (Čábelkova), háková nebo segmentová. V dolním ohlaví se používají vrata vzpěrná, desková nebo tabulová. Nejpoužívanějším typem vrat jsou a byla vrata vzpěrná.

### Galerie plavebních komor

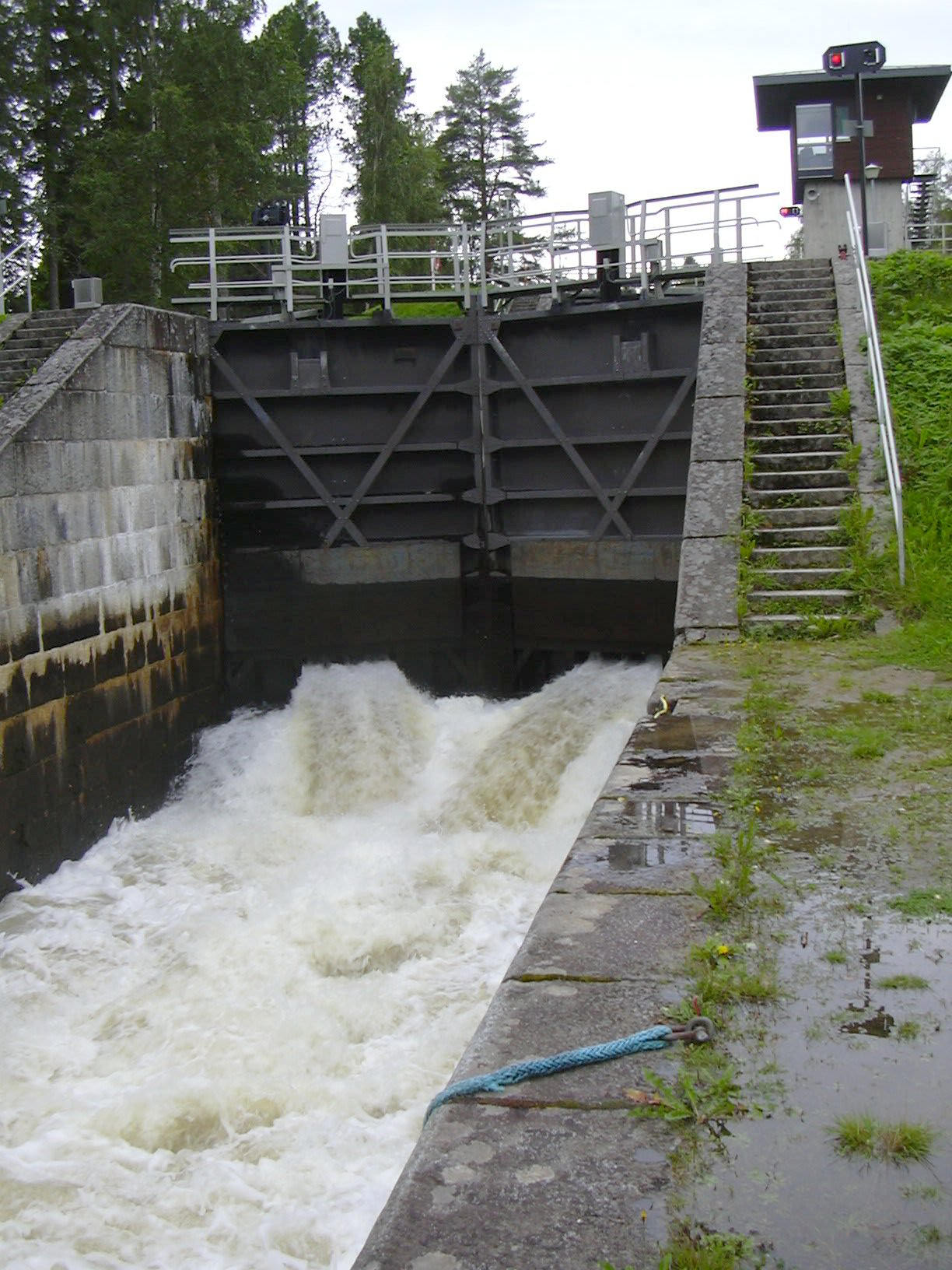
Vrata plavební komory
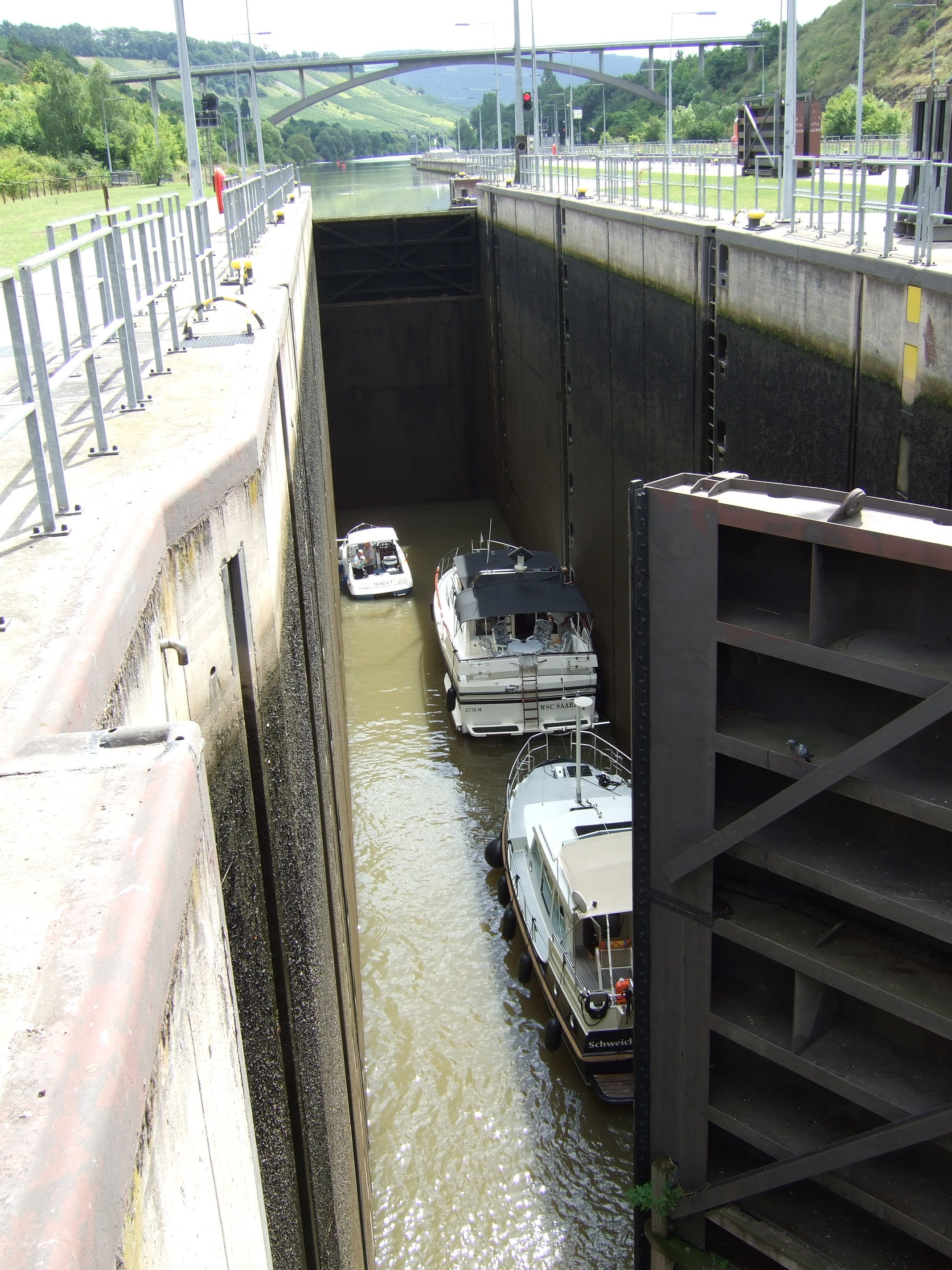
Zavírající se vrata zdymadel na řece Kyll v Německu
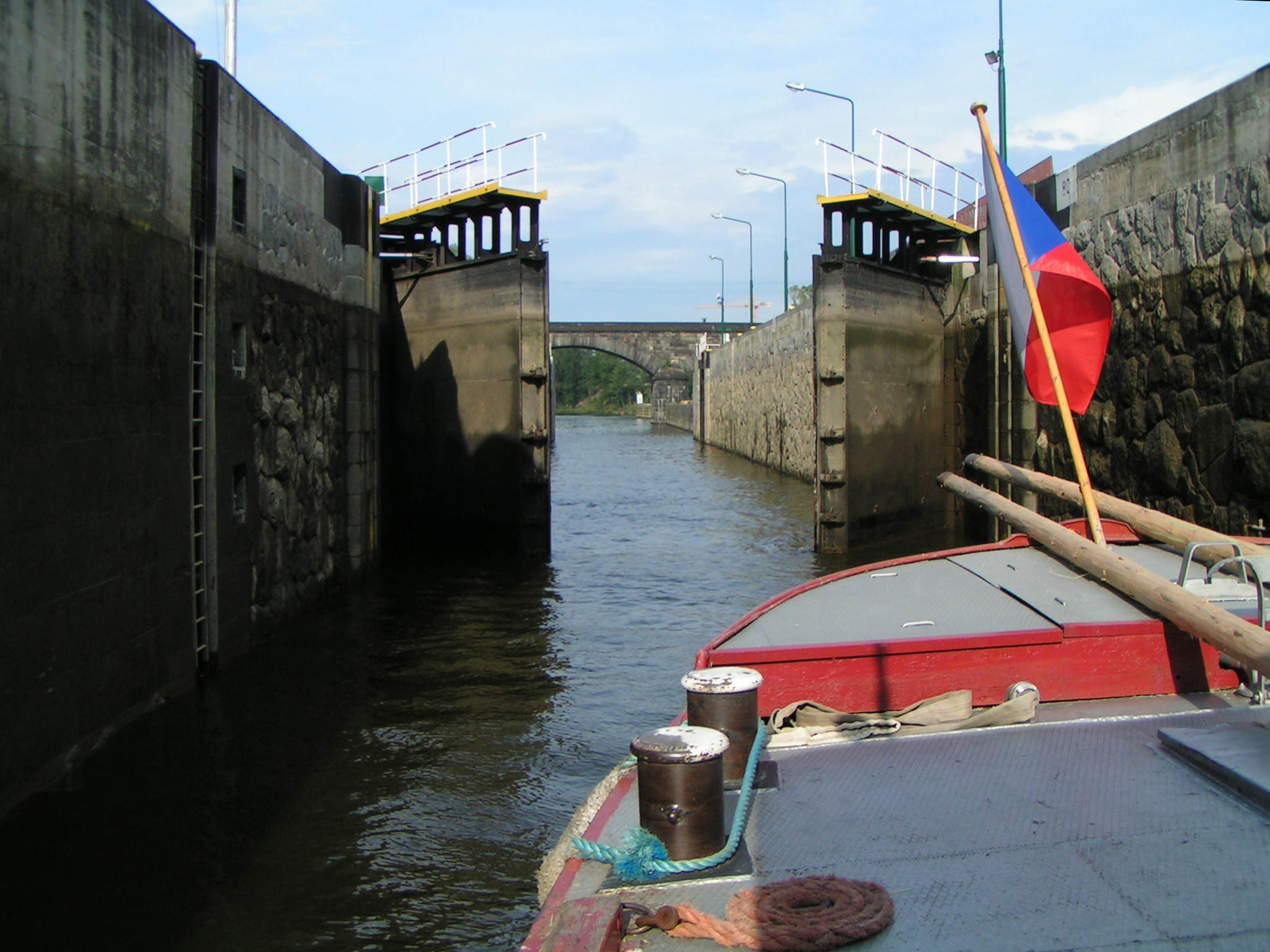
Zavírající se plavební komora na Vltavě v Praze
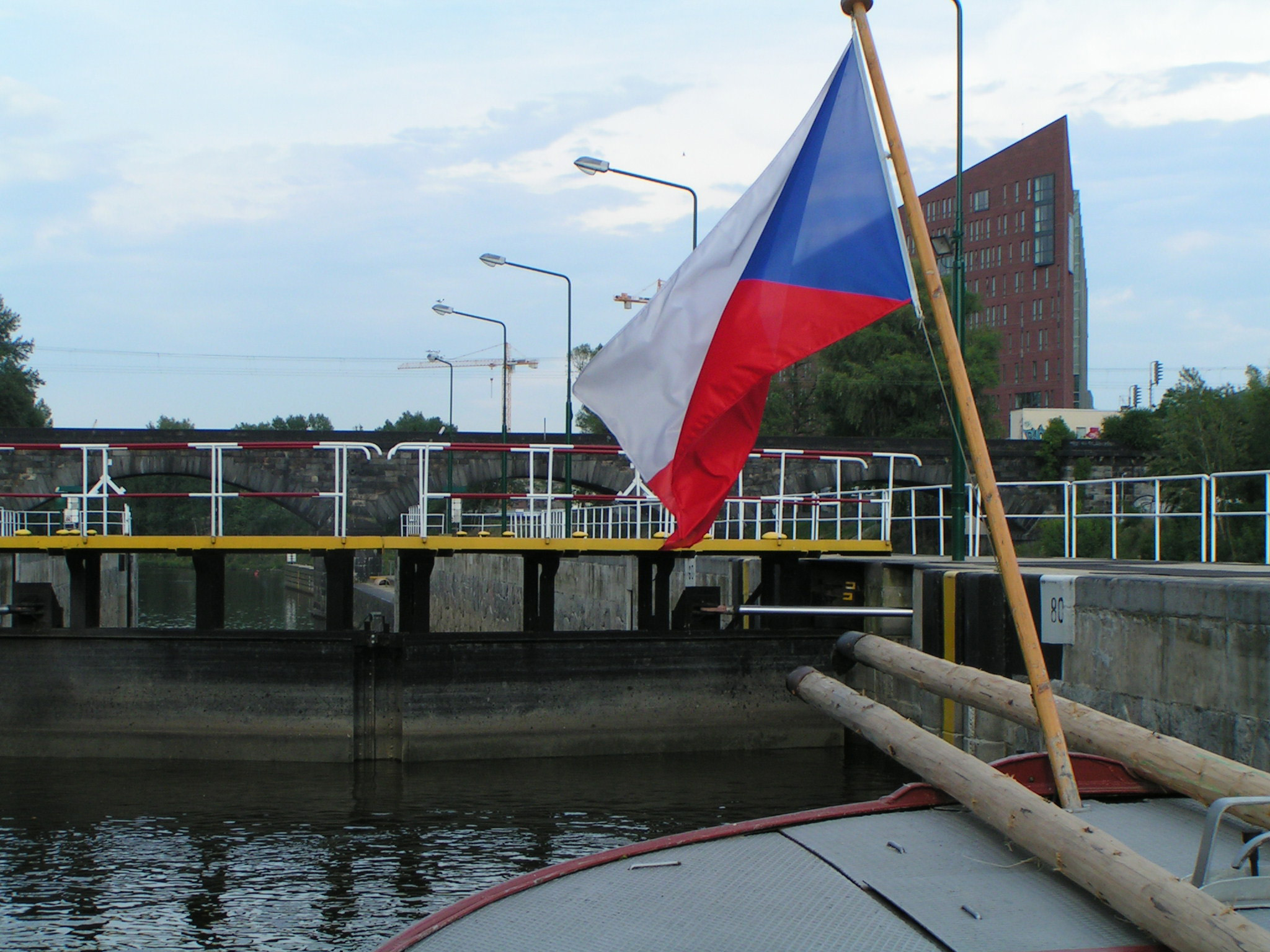
Tatáž komora naplněná vodou